# ناحیه البرواقیه
ناحیه البرواقیه (به عربی: دائرة البرواقیة) یک ناحیه در الجزایر است که در استان مدیه واقع شده‌است.